# ديف سيكستون
ديفيد دايف سكستون (بالإنجليزية: Dave Sexton)‏ (6 أبريل 1930 - 25 نوفمبر 2012)، لاعب ومدرب كرة قدم إنجليزي.
بدأ مسيرته الكروية مع نادي لوتون تاون في موسم 1951/1952، وشارك معهم في 9 مباريات وسجل هدف واحد، وفي عام 1952 انتقل إلى نادي وست هام يونايتد، ولعب معهم حتى عام 1955، وشارك معهم في 74 مباراة وسجل 27 هدف، وفي موسم 1956/1957 انتقل إلى نادي لايتون لورينت، وشارك معهم في 24 مباراة وسجل 4 أهداف، وفي موسم 1957/1958 انتقل إلى نادي برايتون أند هوف ألبيون، وشارك معهم في 49 مباراة وسجل 26 هدف، وفي عام 1959 انتقل إلى نادي كريستال بالاس، وشارك معهم في 27 مباراة وسجل 11 هدف، ولد في لندن في إنجلترا
و في عام 1956 درب نادي لايتون لورينت، وفي عام 1967 درب نادي تشيلسي، ودربهم حتى عام 1974، وفي عام 1974 انتقل إلى تدريب نادي كوينز بارك رينجرز، واستمر في تدريبهم حتى عام 1977، وفي عام 1977 انتقل إلى تدريب نادي مانشستر يونايتد، ودربهم حتى عام 1981، وفي عام 1977 درب منتخب إنجلترا لكرة القدم لتحت 21 سنة، ودربهم حتى عام 1990، وفي عام 1981 انتقل إلى تدريب نادي كوفنتري سيتي، ودربهم حتى عام 1983، وفي عام 1994 انتقل إلى تدريب منتخب إنجلترا لكرة القدم لتحت 21 سنة، ودربهم حتى عام 1996.

## روابط خارجية
- ديف سيكستون على موقع قاعدة بيانات كرة القدم.إي يو (الإنجليزية)
- ديف سيكستون على موقع Soccerbase.com (مدرب) (الإنجليزية)